# Owca dzika
Owca dzika, argali, argal (Ovis ammon) – gatunek ssaka parzystokopytnego z rodziny wołowatych (Bovidae). Występuje w Azji Środkowej w kilku podgatunkach. Gatunek bliski zagrożenia wyginięciem. Największa dzikożyjąca owca świata. Posiadaczka największych rogów spośród wszystkich dzikich owiec. 

## Taksonomia
Po raz pierwszy owcę dziką opisał Karol Linneusz w 1758, nadając jej nazwę Capra ammon. Pierwszym człowiekiem z Zachodu, który opisał owcę dziką, był Marco Polo. Napotkał on owce pamirskie (O. ammon polii) w XIII wieku podczas przemierzania Pamiru. Zwą się one również owcami Marco Polo, zarówno po angielsku, jak i po polsku. Współcześnie gatunek umieszcza się w rodzaju Ovis. Wyróżnia się 9 podgatunków, jednak systematyka tego gatunku jest niejasna. Wyróżnia się następujące podgatunki:
- owca ałtajska (Ovis ammon ammon) (Linnaeus, 1758) – dawniej znana jako: argali
- owca kazachska (O. a. collium) Severtzov, 1873
- owca stokowa (O. a. comosa) Hollister, 1919
- owca mongolska (O. a. darwini) Przewalski, 1883
- owca tybetańska (O. a. hodgsonii) Blyth, 1841
- owca kirgiska (O. a. karelini) Severtzov, 1873
- owca czarnogórska (O. a. nigrimontana) Severtzov, 1873
- owca pamirska (O. a. polii) Blyth, 1840
- owca uzbecka (O. a. severtzovi) Nasonov, 1914

Anglojęzyczna i dawna polska nazwa gatunku argali pochodzi od mongolskiego słowa określającego barana. Epitet gatunkowy ammon nawiązuje do egipskiego boga Amona (Ammona), przedstawianego niekiedy jako człowieka o głowie barana.

## Morfologia
Długość ciała wynosi 120–200 cm, wysokość w kłębie 90–120 cm, długość ogona około 14 cm, masa ciała 65–180 kg. Między reprezentantami poszczególnych podgatunków występują różnice w wielkości ciała oraz długości i masywności rogów. Umaszczenie jest zmienne, sierść ma kolor od jasnopłowego po ciemny szarobrązowy. U niektórych osobników, zwłaszcza starszych, miejscami rosną również włosy białe. Spód ciała jest białawy, od reszty pokrywy włosowej oddzielony ciemniejszym paskiem biegnącym wzdłuż boków. Przód głowy odznacza się jaśniejszym umaszczeniem. Na zadzie obecna jest biała plama o formie bardzo zmiennej w zależności od podgatunku. U samców rosną dwa okazałe skręcone rogi, wzdłuż spirali osiągające do 190 cm (u owiec pamirskich). Samice również mają rogi, jednak znacznie mniejsze, rzadko przekraczające 30 cm.

## Zasięg występowania
Zasięg występowania owcy dzikiej obejmuje obszar od północno-wschodniego Afganistanu, Chin (Gansu, Mongolia Wewnętrzna, Qinghai, prawdopodobnie zachodni Syczuan), Tybet i Sinciang), północne Indie (Ladakh, Sikkim i dolina Spiti), wschodni Kazachstan, wschodni Kirgistan, Mongolia, północny Nepal (w pobliżu granicy chińskiej), skrajnie północna część Pakistanu, część Rosji (Tuwa, Republika Ałtaju), wschodni Uzbekistan i wschodni Tadżykistan. Według stanu wiedzy z 2008 brak współczesnych stwierdzeń z Bhutanu.

## Ekologia i zachowanie
Środowiskiem życia owcy dzikiej są góry, doliny na stepach i tereny skaliste. W południowo-wschodniej części zasięgu pojawiają się też na terenach pustynnych. Są wrażliwe na głęboki śnieg, zwłaszcza jeśli ogranicza im zdolności żerowania. Nierzadko zimą schodzą z wysokich gór. Na terenach położonych na niższych wysokościach, na przykład na pustyni Gobi, obecne są cały rok. Większość owiec dzikich żyje na wysokości 3000–5500 m n.p.m., często w zimie schodząc niżej, zwłaszcza gdy wysokość pokrywy śnieżnej wynosi ponad kilka centymetrów Ogółem odnotowywane były na wysokości 1300–6100 m n.p.m. Unikają terenów zadrzewionych z wyjątkiem obszaru Kazachstanu, gdzie zamieszkują lasy z powodu zaniku dogodnych środowisk. Wśród dzikich owiec zamieszkują środowiska o najbardziej skrajnych warunkach. Preferują obszary o łagodnym nachyleniu, jedynie samice w okresie wykotów przenoszą się w bardziej strome tereny. Owce dzikie żerują na trawach, turzycach, roślinach zielnych i porostach. Regularnie piją z odsłoniętych potoków i rzek. W miejscach współwystępowania z nahurami górskimi (Pseudois nayaur) owce dzikie zajmują bardziej trawiaste obszary, podczas gdy nahury wybierają te zdominowane przez cibory. Są zwierzętami stadnymi, żyją w grupach liczących od 2 do 150 osobników. Poza sezonem rozrodczym owce dzikie żyją w stadach pogrupowanych według płci. Donoszeniu o średnim zagęszczeniu 1,0–1,2 osobnika na km². Ich głównymi drapieżnikami są wilki szare (Canis lupus), ponadto polują na nie irbisy śnieżne (Panthera uncia) i lamparty plamiste (Panthera pardus).
Ciąża trwa około 160 dni. Rodzi się jedno jagnię; w literaturze istnieją wzmianki o bliźniakach, jednak słabo udokumentowane. Matka na czas porodu oddala się od grupy i zostaje sama z młodym na kilka dni. Młode przestają pić mleko w wieku 4 miesięcy. Samice osiągają dojrzałość płciową po 2 latach życia, samce – po 5. Długość życia owiec dzikich to 10–13 lat.

## Status i zagrożenia
IUCN w 2008 sklasyfikowało owcę dziką jako gatunek bliski zagrożenia wyginięciem (NT, Near Threatened). Zagraża im nadmierny odłów i kłusownictwo celem pozyskania mięsa, wypieranie przez bydło i przenoszenie przez nie chorób oraz utrata środowiska życia. Zakręcone rogi samców są wysoce pożądane przez myśliwych. Owce dzikie wydają się być niezwykle wrażliwe na niepokojenie przez człowieka. Zagrożenia niewiele różnią się między poszczególnymi populacjami, mimo że różnią się środowiska życia.